# سیر تاریخ کشاورزی ایران
سیر تاریخ کشاورزی ایران کتابی است که توسط فریدون آزاده و صادق احمدیان گردآوری شده‌است. این کتاب به وسیلهٔ جشنوارهٔ هنری ادبی روستا در سال ۱۳۷۲ منتشر شده‌است.

## فصل‌های کتاب
- مقدمه
- پیش‌درآمدی بر کشاورزی ایران
- کشاورزی در دوران باستان
- کشاورزی با ظهور اسلام و تأثیر حاکمیت اعراب بر کشاورزی ایران
- کشاورزی دوران اسلامی در ایران مستقل
- قنات و تاریخچه آن
- کشاورزی در عهد سلجوقیان
- کشاورزی در دوران صفویه
- کشاورزی در عصر نادر
- کشاورزی دوران قاجار
- کشاورزی در دوران پهلوی
- کشاورزی بعد از انقلاب اسلامی

## نگاهی به متن کتاب
امروزه بر نویسندگان تاریخ جهان و حتی بر همهٔ کسانی که اندک شناختی از پیشینهٔ تمدن‌های باستانی دارند، این نکته به خوبی روشن شده‌است که ایرانیان در پیشبرد فرهنگ و مدنیت جامعه بشری نقش بس والایی داشته‌اند.